# 芦竹属
芦竹属（学名：Arundo）是禾本科蘆竹亞科(Arundinoideae) 下的一个属，为多年生、粗壮草本植物。该属共有约有12种，分布于热带和温带地区。
蘆竹亞科下有15個屬，其中包含芦竹属和蘆葦屬(Phragmites)，一般人常會分不清楚芦竹和蘆葦。
另外，常混淆的禾本科植物有芒草、甜根子草。甜根子草屬於黍亞科(Panicoideae)甘蔗屬(Saccharum)，而芒草屬於黍亞科(Panicoideae)芒屬(Miscanthus)。

## 物種
- Arundo collina Ten.
- 蘆竹 Arundo donax L.
- Arundo formosana Hack. – Nansei-shoto, Taiwan, Philippines
- Arundo mediterranea Danin – Mediterranean
- Arundo micrantha Lam. – Mediterranean
- Arundo plinii Turra – Pliny'